# 제1차 마른강 전투
제1차 마른강 전투(영어: First Battle of the Marne, 1914년 9월 6일 ~ 9월 10일)는 파리시 근처 마른강 유역에서 프랑스군이 독일 제국군을 저지한 전투로, 이 전투로 프랑스는 수도를 잃을 뻔한 최악의 위기에서 벗어났다. 이 전투 후 전쟁의 조기 종결에 대한 독일의 희망은 무산되었고 참호전으로 이어지는 시작점이 되었다.

## 경과
벨기에를 돌파한 독일군은 슐리펜 계획에 따라 프랑스 국내에 돌입하여 남으로 남으로 긴 진격을 계속했다. 조제프 조프르가 이끄는 프랑스군은 계획적으로 후퇴를 계속했고 프랑스군 서쪽에 있던 영국군 4개 군단도 함께 퇴각을 계속했다. 그러나 후퇴하는 동안에도 영국-프랑스 연합군의 후미는 추격하는 독일군에 포화를 퍼부어 상당한 손해를 주고 있었다.
독일군 우익은 파리를 향하여 하루 40킬로미터의 강행군을 계속하고 있었으나 보급이 이를 따르지 못하고 병사들도 휴식을 취하지 못해 마른강에 도착했을 무렵에는 완전히 지쳐 버리고 말았다. 독일군의 최우익은 알렉산더 폰 클루크가 지휘하는 제1군으로서 그 동쪽에는 카를 폰 뵐로우가 이끄는 2군이 있었다. 그런데 클루크가 이끄는 제1군은 8월 31일 갑자기 파리 돌입을 중지하고 눈앞에 있는 프랑스 5군을 포위하기 위해 돌연 노아용과 콩피엔 방향으로 진로를 바꾸었다. 이리하여 독일 제1군은 2군과 함께 파리의 동쪽을 흐르는 마른강을 건넜다.
그런데 9월 7일 프랑스군 사령관 조프르는 이때까지 철수를 중지하고 돌연 공세를 취하기 시작하였다. 프랑스군의 지휘를 받고 있던 영국군도 이에 합세하였다. 이에 영국군과 프랑스군이 계속 후퇴하리라 믿고 있던 독일군은 당황하기 시작하였다. 영불군의 총반격을 받은 독일군 1군과 2군은 병력 부족으로 연락이 끊겨 그 간격이 50km까지 벌어지고 말았다. 참모총장 헬무트 폰 몰트케의 명령으로 2개 사단 병력이 전선에서 빠져 타넨베르크 전투를 지원하기 위해 동쪽으로 이동을 시작한 후였기 때문이다.(결과적으로 이 2개 사단은 양쪽 어느 전투에도 참여하지 못했다.)
이때 룩셈부르크에 있던 독일군의 참모 본부에서 정보 참모 헨츄 중령이 참모총장의 대리로 마른 전선에 파견되어 왔다. 그는 1군과 2군 사이에 50km나 간격이 생긴 것을 무척 위험하게 보았다. 그는 1군과 2군 사이의 50km 공간에 적군이 들이닥친다면 1군과 2군이 연락이 끊겨 무척 위험한 상황으로 발전할 것을 우려하였다.
이리하여 그는 9월 8일 뵐로우의 제2군 사령부에 대해 이 상황을 설명하고 만일 1군과 2군 사이에 적군이 돌입한다면 곧 철수할 것을 권고했다. 그러고 나서 이튿날 헨츄는 제1군 사령부를 찾아가 적의 대부대가 이 공간에 돌입한다면 2군은 퇴각할 것이며, 아마 지금쯤은 퇴각 중일 것이라고 말했다. 이에 1군 사령관 클루크는 승전 직전에 있던 울크 강변 전투를 중지시키고 오후 2시 후퇴를 명령했다.
사실 2 군은 정오에 퇴각했다. 그것은 적의 보병 부대가 대규모로 그 공간을 향해 돌입해 온다는 정찰기로부터의 보고를 받았기 때문이었다. 그러나 이 정찰기가 발견한 것은 전진하는 줄도 모르고 이 공간에 들어온 영국군 군단으로서 그들은 별로 이 공간에 진입해야겠다는 목표가 있는 것은 아니었다. 하지만 제2군 사령관 뵐로우는 이것이 적군의 의식적인 행동이라 판단했던 것이다.
1군과 2군의 퇴각은 연이어 3, 4, 5군의 퇴각을 불가피하게 했고, 이리하여 9월 11일 서부 전선의 독일군 7개 군 중 우익의 5개 군은 엔 강까지 철수하고 말았다.

## 독일군 패배 원인
독일군의 마른강으로부터의 철수를 프랑스인들은 “마른의 기적”이라 불렀다. 그리고 이 기적을 낳게 한 사나이는 헨츄 중령이었다. 그러나 근본적인 원인은 독일군의 우익 병력이 충분하지 못했던 사실에 있다. 슐리펜 계획에 수정을 가한 몰트케의 개악, 바로 이것이 “마른강의 기적”을 가져온 근본 원인이었던 것이었다.
물론 이 싸움에서 프랑스군도 결정적인 승리를 거둔 것은 아니었다. 엔 강까지 후퇴한 독일군은 그로부터 5년간 프랑스 땅에서 물러가지 않았다. 이로 인해 5년에 걸쳐 참호전이 계속되었다. 서부 전선의 참호전에서는 격전이 벌어진 적은 없었으나 적어도 하루 5천 명 이상의 병력이 소모되어 단기 결전의 꿈은 사라졌다. 그리고 이 지구전은 독일의 작전 계획이 처음부터 좌절되었음을 증명하는 것으로서 독일에게 전쟁의 결과에 대한 불안을 안겨주게 된다.

## 뒷이야기
- 패전을 불러온 오판을 한 헨츄 중령은 권총으로 자살했다라는 이야기가 있으나 이는 사실이 아니고 차후 나름 승승장구하여 독일 제국 훈장까지 수여한 바있고 부카레스트에서 쓸개부위 수술을 받다가 사망하였다.
- 참모총장 몰트케와 1, 2군 사령관은 해임되었다.

## 같이 보기
- 제1차 세계 대전의 전투 목록
- 2차 마른 전투